# Călugăreni (Giurgiu)
Călugăreni é uma comuna romena localizada no distrito de Giurgiu, na região de Muntênia. A comuna possui uma área de  km² e sua população era de 6270 habitantes segundo o censo de 2007.